# Clarendon (Vermont)
Clarendon es un pueblo ubicado en el condado de Rutland en el estado estadounidense de Vermont. En el año 2010 tenía una población de 2,571 habitantes y una densidad poblacional de 31 personas por km².

## Geografía
Clarendon se encuentra ubicado en las coordenadas 43°32′18″N 72°58′19″O / 43.53833, -72.97194.

## Demografía
Según la Oficina del Censo en 2000 los ingresos medios por hogar en la localidad eran de $41,597 y los ingresos medios por familia eran $48,534. Los hombres tenían unos ingresos medios de $31,122 frente a los $24,375 para las mujeres. La renta per cápita para la localidad era de $19,801. Alrededor del 7.7% de la población estaban por debajo del umbral de pobreza.